# Antonov An-38
Antonov An-38 (tên ký hiệu của NATO: Cash) là một phiên bản cải tiến và mở rộng của loại An-28 của Antonov trước đó. Nó là một máy bay vận tải sử dụng hai động cơ tuốc bin cánh quạt do phòng thiết kế Antonov tại Kiev, Ukraina chế tạo. Loại máy bay này được dự định thay thế cho loại máy bay cũ có cùng kích thước và tầm hoạt động. Công việc chế tạo diễn ra tại Novosibirsk, Nga, nhưng một số phần quan trọng cũng được sản xuất tại Ukraine và Belarus. Chiếc máy bay này cất cánh lần đầu năm 1994, và đã nhận được chứng nhận bay quốc tế tháng 4 năm 2000. Tổng cộng 11 chiếc đã được chế tạo và 6 chiếc đang hoạt động hàng không cho tới thời điểm tháng 8 năm 2006.

## Phát triển
Khái niệm về một bản thiết kế máy bay mở rộng của An-28 bắt đầu từ tour bán hàng năm 1989 tại Ấn Độ, khi nhu cầu thị trường về một loại máy bay tương tự như An-28 nhưng với sức chứa 25-30 hành khách trở nên rõ ràng. Bản thiết kế được phê chuẩn một năm sau đó, và chiếc máy bay đã được trưng bày mô hình tại cuộc Triển lãm hàng không Paris năm 1991.
An-38 không phải là một bản thiết kế tương tự loại An-28, tuy có cùng kiểu cánh và đuôi, nhưng nó có thân dài hơn và nhiều chi tiết khác cũng được tăng cường, như hiệu năng sử dụng nhiên liệu, tiện nghi (khoang chở khách và buồng lái) tăng lên, và giảm tiếng ồn trong khoang nhờ lớp cách âm tốt hơn. Nhiều chi tiết thiết kế cũng có phép chiếc máy bay này hoạt động trong các điều kiện không thuận lợi, như radar thời tiết, các hệ thống hoa tiêu tinh vi, và lốp áp suất thấp cho phép nó hoạt động từ những đường băng chất lượng kém.

## Hãng điều hành dân sự
Tới tháng 8 năm 2006 tổng cộng 6 chiếc Antonov An-38 đang hoạt động hàng không trong Hangard Aviation (2), Mirny Air Enterprise (2) và Vostok Airlines (2).

## Đặc điểm kỹ thuật (An-38-100)
Đặc điểm chung
- Đội bay: 2
- Sức chứa: 27
- Tải trọng: 2.500 kg (5.500 lb)
- Chiều dài: 15.67m (5 ft 5in)
- Sải cánh: 22.06m (75 ft 5in)
- Chiều cao: 4.60m (15 ft 1in)
- Diện tích cánh: m² (ft²)
- Trọng lượng rỗng: 5.300 kg (12.000lg)
- Trọng lượng cất cánh tối đa: 9.500 kg (21.000 lb)
- Động cơ: 2 động cơ tuốc bin cánh quạt Honeywell TPE331-14GR-801E

Tính năng
- Tốc độ tối đa: 405 km/h (220 knots, 250 mph)
- Tốc độ bay tiết kiệm nhiên liệu: 380 km/h (205 knots, 235 mph)
- Tầm hoạt động: 945 km (510 nm, 590 mi)
- Trần bay: m (ft)

## Chủ đề liên quan
- Liên quan
  - Antonov An-28
- Máy bay tương tự
- Dãy
  - An-28 - An-30 - An-32 - An-38 - An-70 - An-71 - An-72
- Danh sách
  - Danh sách máy bay chở khách
  - Danh sách máy bay dân sự Liên bang Xô viết và CSI
- Xem thêm